# Valerietta niphopasta
Valerietta niphopasta är en fjärilsart som beskrevs av George Francis Hampson 1906. Valerietta niphopasta ingår i släktet Valerietta och familjen nattflyn. Inga underarter finns listade i Catalogue of Life.